# David Wolf
David Alexander Wolf (Indianápolis, 23 de agosto de 1956) é um astronauta norte-americano, veterano de missões no ônibus espacial e na estação orbital russa Mir.
Formado em engenharia elétrica e medicina, Wolf fez treinamento como cirurgião de vôo na Força Aérea dos Estados Unidos. Em 1983, entrou para o Centro Espacial Lyndon B. Johnson, da NASA, e trabalhou em pesquisas e investigações científicas sobre os efeitos da microgravidade na psicologia humana.
Foi selecionado para o programa de treinamento de astronautas da agência espacial em 1990, indo pela primeira vez ao espaço em 1993, na missão STS-58 do ônibus espacial Columbia, uma missão dedicada à pesquisa de ciências da vida. Entre 1996 e 1997, participou de uma missão de longa duração no espaço, a bordo da estação orbital russa Mir, para a qual foi levado na tripulação da nave Atlantis, na missão STS-86 do ônibus espacial, retornando na STS-89.
Em 1997, David Wolf tornou-se o primeiro americano a votar em órbita a bordo da Estação Espacial Mir.
Em outubro de 2002 voltou à órbita, desta vez em missão à Estação Espacial Internacional, na STS-112 Atlantis, na qual liderou a equipe responsável pelas atividades extraveiculares para manutenção da estação e instalação de novos equipamentos. Acumula hoje um total de 158 dias no espaço. Em julho de 2009, Wolf voltou ao espaço como especialista de missão da STS-127 Endeavour, para uma missão de dezesseis dias na Estação Espacial Internacional.
Durante sua estadia na estação russa Mir, no fim dos anos 1990, Wolf foi o primeiro norte-americano a votar no espaço, marcando seu candidato numa cédula eletrônica para uma votação ocorrida em Houston, Texas.